# Kokkinomiliá
Kokkinomiliá, en grec moderne : Κοκκινομηλιά (officiellement Κοκκινομηλέα, Kokkinomiléa) est un village du dème de Histiée-Edipsós, sur l'île d'Eubée, en Grèce.
Selon le recensement de 2011, la population de Kokkinomiliá compte 72 habitants.